# Фейт Ноу Мор
Faith No More или Фейт Ноу Мор е рок група, основана в Сан Франциско през 1980 и разформирана през 1998. Отначало се подвизават под името Faith No Man. Едни от най-известните им сингли са „Epic“ и „Falling to Pieces“ от албума „The Real Thing“ (1989), както и кавър-версията на Commodores „Easy“.
Трудно е да се определи какъв вид музика свирят точно, но корените ѝ лежат в хевиметъла. Имат звучене на зародения много по-късно в края на 90-те години ню метъл. Определяни са за алтърнатив метъл група.
Следващият албум на музикантите – Angel Dust, издаден през 1992 г., също се оказва успешен, излъчвайки хит сингъла Midlife Crisis. Популярността на Фейт Ноу Мор бележи спад, след като дългогодишния китарист Джим Мартин напуска групата през 1994 г., заменен от китариста на групата Mr. Bungle – Трей Спруънс.
След издаването на следващия им поред албум – King for a Day... Fool for a Lifetime, Спруънс за кратко е заменен от Дийн Мента, който по-късно е заменен от сегашния китарист Джон Хъдзън. Издаденият през 1997 г. Album of the Year се оказва последен за музикантите, след като групата се разпада през април 1998 г.
На 24 февруари 2009 г. членовете на Фейт Ноу Мор публично заявяват, че групата се събира отново за концертна обиколка на Стария континент, в същия състав преди разпадането на групата. През юни 2009 г. Фейт Ноу Мор се събират заедно на сцена за първи път от 11 години насам. Това се случва на сантименталната за състава сцена на Brixton Academy, в Лондон, Англия. Фейт Ноу Мор официално заявяват участието си на фестивала Spirit of Burgas, откривайки го на 14 август 2009 г., като по този начин групата за първи път ще изнесе концерт в България. Иначе фронтменът Майк Патън и басистът Били Гулд са представяли на българска земя различни свои музикални проекти.

## История

### Ранни дни (1981 – 1987)
Фейт Ноу Мор е създадена след като Били Гулд, Роди Ботъм и Майк Бордин (с прякор „Пъфи“, отнасящ се за косата му) напускат групата Фейт Ноу Ман (1981 – 1982). Името е предложено от приятел на Били Гулд, след като „the Man“ (вокала на Фейт Ноу Ман – Майк „the Man“ Морис) бил „No More“.
Към бандата се присъединява Марк Боуън, но за кратък период от време, след което е заменен от Джим Мартин. Редица изпълнители са се пробвали като вокали на групата, в това число и Кортни Лав, която изкарва едва 6 месеца, преди да бъде уволнена. Накрая Чък Моузли е назначен като вокал на формацията. Самофинансираният дебютен албум „We Care a Lot“ се появява през 1985 г. „Introduce Yourself“ е издаден през 1987 г. с нова версия на парчето „We Care a Lot“, с която музикантите постигат незначителен успех в ефира на MTV.
По това време бандата успява да си спечели репутация със сериозни търкания и вътрешни борби между членовете. Често са се носели слухове за физически сблъсъци между тях. За краткото време на съществуване на групата, британският музикален вестник „Melody Maker“ забелязва това, че при своите взаимоотношения, музикантите са стигнали до „патологична омраза“. В частност Бордин се оказва изкупителна жертва за групата, ставайки обект на многобройни жестоки шеги и номера.

### На вълната на успеха (1988 – 1994)
Моузли бива уволнен през 1988 г., поради налудничавото си поведение по време на записи и изпълнения на живо. Майк Патън заема освободеното място, като вокал на групата. Патън, който по това време пее вокалите на своята колежанска група – Mr. Bungle, е привлечен по предложение на Джим Мартин, след като втория чува демо на неговата група. Патън напуска Хумболтовия държавен университет, за да се присъедини към Фейт Ноу Мор. Само за 2 седмици написва текстовете на песните, които ще станат част от номинирания с Грами албум „The Real Thing“.
Клипът на „Epic“ получава значително ефирно време в MTV през 1990 г., въпреки гнева на активисти за правата на животните, породен от забавен кадър на риба, мятаща се на сухо. Същата тази година Фейт Ноу Мор изнасят запомнящо се изпълнение на музикалните награди на MTV и в епизод на „Saturday Night Live“.
From Out of Nowhere и Falling to Pieces са пуснати като сингли и кавърът на Блек Сабат – War Pigs. През 1990 г. групата се впуска в голямо американско турне, с което катапултира албума до платинен статут в Канада, САЩ и Южна Америка. Албумът също така реализира високи продажби в Австралия, Великобритания и европейския континент, с общо продадени в световен мащаб над 4 милиона копия. „Epic“ е издаден през 1989 и се превръща в топ 10 хит.
През 1991 г. групата допринася към саундтрака на Bill & Ted's Bogus Journey, с може би най-популярното парче към филма – „The Perfect Crime“.
Фейт Ноу Мор демонстрират голяма доза експерименталност в следващата си тава, озаглавена „Angel Dust“. Критик описва албума като „един от най-сложните, или с две думи – дяволски добър запис, издаван някога от голям лейбъл“, а друг пише, че сингълът „A Small Victory“ звучи така сякаш пречупва Мадам Бътърфлай през призмата на Металика и Нийл Роджърс... разкрива една лекота на комбиниране на необичайни елементи в стряскащо оригинални смесици“.
Освен „A Small Victory“, която получава номинация за най-добра художествена режисура на музикалните наградите на MTV, песните „Midlife Crisis“ и „Everything's Ruined“ също биват издадени като сингли. Албумът включва и версия, вдъхновена от филма „Midnight Cowboy“. Кавърът върху класиката на „The Commodores“ – „Easy“ се превръща в някои части на света в най-големия хит на групата. Въпреки че не се оказва толкова успешен, колкото предшественика си – „The Real Thing“, албумът „Angel Dust“ продава 665 000 копия в САЩ и успява да популяризира предходния албум в много други страни. В Германия албумът постига златен статут с продажби от над 250 000 копия. „Angel Dust“ достига продажбите на „The Real Thing“ в Канада (платинен статут) и Австралия (златен статут) и дори го надминава по продажби в Нидерландия, Франция, Русия и Великобритания.
След турнето в подкрепа на „Angel Dust“ през лятото на 1993 г. дългогодишния китарист Джим Мартин напуска групата поради вътрешни конфликти. Китаристът на „Killing Joke“ Джорди Уолкър се явява на прослушване за овакантеното място, но отказва да се присъедини към групата, след като бива одобрен. Трей Спруънс, който е част от групата на Патън – „Mr. Bungle“, заема свободното място, но напуска скоро след записа на „King for a Day... Fool for a Lifetime“, точно преди групата да се впусне в световно турне.

## Странични проекти
- Mr. Bungle
- Fanthomas
- Tomahawk
- Lovage
- Peeping Tom

## Състав
- Mike „Puffy“ Bordin – ударни (1982 – 1998)
- Billy Gould – бас (1982 – 1998)
- Roddy Bottum – клавишни (1982 – 1998)
- Chuck Mosely – вокал (1983 – 1988)
- Mark Bowen – китара 1983
- Courtney Love – вокал 1983
- „Big“ Jim Martin – китара (1983 – 1993)
- Mike Patton – вокал (1988 – 1998)
- Trey Spruance – китара (1995)
- Dean Menta – китара (1995 – 1997)
- Jon Hudson – китара (1997 – 1998)

## Дискография
- „We Care A Lot“ (1985)
- „Introduce Yourself“ (1987)
- „The Real Thing“ (1989)
- „Live At The Brixton Academy“ (1990)
- „Angel Dust“ (1992)
- „King For A Day... Fool For A Lifetime“ (1995)
- „Album of the Year“ (1997)
- „Who Cares a Lot?“ (1998)
- „This Is It: The Best of Faith No More“ (2003)